# Bruce Chatwin
Pour les articles homonymes, voir Chatwin.
Bruce Charles Chatwin, né à Sheffield le 13 mai 1940 et mort à Nice le 18 janvier 1989, est un écrivain britannique, auteur notamment de récits de voyages.

## Biographie
Chatwin a écrit une courte autobiographie dans un article publié le 2 août 1983 dans le New York Times Book Review : I Always wanted to go to Patagonia – The making of a writer (« J'ai toujours voulu aller en Patagonie – La naissance d'un écrivain ») et compilé plus tard dans Anatomie de l'errance.
Né à Sheffield dans le Yorkshire, il passe son enfance à Birmingham, où son père, officier de la Navy, travaille. Il fait ses études au Marlborough College, dans le Wiltshire où il est considéré comme un élève médiocre ; il découvre cependant la littérature au sein de la bibliothèque locale. 
En 1958, à 18 ans, embauché comme porteur par Sotheby's, la rapidité et la sûreté de son œil le font remarquer ; il devient documentaliste puis expert dans l'art impressionniste et moderne. Il rencontre notamment André Breton et Georges Braque. 
En 1965, des problèmes de vue probablement dus à son travail d'examen des œuvres d'art vont interrompre sa carrière, et il part au Soudan. Il s'inscrit pour des études d'archéologie mais ne les poursuit pas. Il part en Patagonie sur les conseils d'Eileen Gray qui, vivant à Paris depuis 1904, avait toujours rêvé d'y aller.
À la suite d'un séjour de six mois dans cette région, il écrit En Patagonie, ouvrage qui le fait reconnaître comme l'un des plus grands auteurs de la littérature de voyage. « Chantre de la pensée nomade », il développe l'idée que les problèmes se résolvent dans la marche.
Il signe de nombreux reportages pour le Sunday Times, rencontrant notamment André Malraux, Nadejda Mandelstam ou Indira Gandhi
Atteint du SIDA, il meurt à l'hôpital de Nice le 18 janvier 1989, quatre mois avant son quarante-neuvième anniversaire.  
Avant de mourir, il lègue son sac à dos en cuir à son ami Werner Herzog, rencontré en Australie alors qu'il travaillait sur Le Chant des pistes auprès des tribus aborigènes. Trente ans plus tard, le réalisateur part sur les traces de son « âme sœur » dans le documentaire Le Nomade. Sur les pas de Bruce Chatwin.
Selon son souhait, les cendres de Bruce Chatwin sont dispersées auprès d'une église près de Kardamýli dans le Péloponnèse, voisine du domicile de son ami Patrick Leigh Fermor. 
Sa correspondance est publiée de manière posthume par Nicholas Shakespeare. On y trouve des lettres à sa femme, ses parents, ses amants, son éditeur mais aussi à ses amis écrivains Francis Wyndham, Murray Bail et Shirley Hazzard, au réalisateur James Ivory ou au collectionneur américain Carry Welch.

## Son œuvre

### Thématiques
Bruce Chatwin s'est passionné pour le mode de vie nomade, dont il considérait l'humanité issue. Les vagabonds, les errants, les tribus nomades ont été sa source d'inspiration pour développer une vision originelle et selon lui plus authentique de la vie, à travers la savane
Chatwin était un grand admirateur de son compatriote Robert Byron, également auteur de récits de voyage ; il a notamment rédigé une préface à The Road to Oxiana (« Route d'Oxiane », de Byron), qu'il dit considérer comme un « texte sacré ».

### Romans et récits de voyage
- In Patagonia (1977) - Prix Hawthornden Pubié en français sous le titre En Patagonie (en), traduit par Jacques Chabert, Paris, Grasset, 1979
- The Viceroy of Ouidah (1980) Pubié en français sous le titre Le Vice-roi de Ouidah (en), traduit par Jacques Chabert, Paris, Grasset, 1982
- On the Black Hill (1982) - Prix James Tait Black Pubié en français sous le titre Les Jumeaux de Black Hill (en), traduit par Georges et Marion Scali, Paris, Grasset, 1984
- The Songlines (1987) Pubié en français sous le titre Le Chant des pistes, traduit par Jacques Chabert, Paris, Grasset, 1988
- Utz (1988) Pubié en français sous le titre Utz, traduit par Jacques Chabert, Paris, Grasset, 1990
- What Am I Doing Here (1989) Pubié en français sous le titre Qu'est-ce que je fais là (en), traduit par Jacques Chabert, Paris, Grasset, 1991

### Entretiens
- Patagonia Revisited (1985), en collaboration avec Paul Theroux Publié en français sous le titre Retour en Patagonie : une conversation, traduit par Jacques Chabert, Paris, Éditions de l'Olivier, 1993

### Publications posthumes
- Photographs and Notebooks (1993) Publié en français sous le titre Photographies et carnets de voyage (en), traduit par Jacques Chabert, Paris, Grasset, 1993
- Anatomy of Restlessness (1996) Publié en français sous le titre Anatomie de l'errance (en), traduit par Jacques Chabert et Matthew Graves, Paris, Grasset, 1996
- Winding Paths (en) (1998)
- Under de Sun : The Letters of Bruce Chatwin (2011) Publié en français sous le titre La Sagesse du nomade - l'écrivain à l'œuvre, traduit par Jacques Chabert, Paris, Grasset, 2012

### Au cinéma
- Cobra Verde, de Werner Herzog, avec Klaus Kinski (1987) : libre adaptation de The Viceroy of Ouidah.

## Documentaire
- Le Nomade sur les pas de Bruce Chatwin, documentaire de Werner Herzog, BBC/ZDF, 2019